# Колаца
Колаца (итал. Colazza) је насеље у Италији у округу Новара, региону Пијемонт.
Према процени из 2011. у насељу је живело 434 становника. Насеље се налази на надморској висини од 529 м.

## Становништво
| 1936. | 1951. | 1961. | 1971. | 1981. | 1991. | 2001. | 2011. |
| ----- | ----- | ----- | ----- | ----- | ----- | ----- | ----- |
| 399   | 388   | 381   | 364   | 406   | 417   | 416   | 463   |